# Spinak

Spinak typu Backhaus

Spinak (czasem spotykana nazwa opinak, zacisk do serwet, kleszczyki do serwet) – narzędzie chirurgiczne używane w czasie operacji do umocowania obłożenia wokół pola operacyjnego, przez przypięcie go do powłok ciała pacjenta i poszczególnych elementów obłożenia do siebie nawzajem, a także umocowania za pomocą serwet kabla elektrokautera, aparatu ssącego lub innych przewodów, aby zapobiec ich splątaniu lub przypadkowemu zrzuceniu ze stołu operacyjnego.
Stosowane są różne typy tego przyrządu (spinaki Backhausa, spinaki Doyena i inne), których wspólną cechą są spiczaste, ostro zakończone robocze końce narzędzia.
Jednorazowe obłożenia chirurgiczne z fabrycznie przygotowaną samoprzylepną krawędzią ograniczają potrzebę użycia spinaków.